# یوجی هیروناگا
یوجی هیروناگا (انگلیسی: Yuji Hironaga؛ زادهٔ ۲۵ ژوئیهٔ ۱۹۷۵) بازیکن سابق فوتبال اهل ژاپن است.
از باشگاه‌هایی که در آن بازی کرده‌است می‌توان به باشگاه فوتبال سرزو اوساکا، باشگاه فوتبال گامبا اوساکا و باشگاه فوتبال توکیو وردیاشاره کرد.